# (73969) 1997 YK12
(73969) 1997 YK12 – planetoida z pasa głównego asteroid okrążająca Słońce w ciągu 5,61 lat w średniej odległości 3,16 j.a. Odkryta 21 grudnia 1997 roku.